# مروین وود
مروین وود (انگلیسی: Mervyn Wood; ۳۰ آوریل ۱۹۱۷ – ۱۹ اوت ۲۰۰۶) قایقران روئینگ اهل استرالیا بود.